# عبدالحفیظ بلعباس
عبدالحفیظ بلعباس (عربی: عبد الحفيظ بلعباس؛ زادهٔ ۴ نوامبر ۱۹۵۹) بازیکن فوتبال اهل الجزایر بود.
از باشگاه‌هایی که در آن بازی کرده‌است می‌توان به باشگاه فوتبال مولودیه وهران اشاره کرد.
وی همچنین در تیم‌های ملی فوتبال زیر ۲۰ سال الجزایر و الجزایر بازی کرده‌است.